# Cratichneumon rubricoides
Cratichneumon rubricoides là một loài tò vò trong họ Ichneumonidae.